# 毛利宗広
毛利 宗広（もうり むねひろ）は、江戸時代中期から後期の大名。毛利氏20代当主。長州藩6代藩主。5代藩主・毛利吉元の五男。正室は松平宗昌の娘・勝姫（隔芳院・融芳院）。諱は初め維広（）、後に8代将軍・徳川吉宗の諱を拝領して宗広に改名した。

## 経歴
享保2年（1717年）7月6日に萩城で生まれる。長兄で嫡子だった宗元が享保6年（1721年）に早世したため世嗣となる。享保12年（1727年）に松平大膳と称し、諱を維広とする。同年、将軍・吉宗から偏諱を受け宗広と改名する。享保16年（1731年）、吉元の死去により家督を相続し15歳にして藩主に就く。
その施政は、岡山藩の倉安川を参考に萩城下に藍場川を造成し、水運の便を図ったり、神社仏閣の建設にも力を入れた。治世中の出来事として、寛保2年江戸洪水の手伝い普請がある。
寛延4年（1751年）2月4日、35歳で死去した。世嗣となる男児がいなかったため、支藩である長府藩から重就が末期養子として迎えられた。

## 系譜
- 父：毛利吉元（1677-1731）
- 母：永昌院 - 森氏
- 正室：勝姫（1722-1740） - 隔芳院・融芳院、松平宗昌娘
  - 長女：豊（1740-1742）
- 側室：戸無瀬（1718-1796） - 実相院、上田明成娘
  - 次女：齢（1747-1770） - 誠姫、毛利重就の養女、毛利重広室、のち松平容頌継室
  - 三女：百合（1751-1756） - 毛利重就の養女
- 養子
  - 男子：毛利重就（1725-1789） - 毛利匡広の十男

## 偏諱を受けた人物
- 毛利広信（右田毛利家）
- 毛利広定（広胖）（広信の養子、重就の実兄。※広定については父の匡広から賜った可能性もある）
- 毛利広漢（広氏/広景）（阿川毛利家）
- 毛利広圓（大野毛利家）
- 井原広似（長州藩士。前藩主毛利吉元期の家臣、井原孫左衛門元歳の子と思われる。次男に熊谷就直がいる。年代から判断して就直の養父・熊谷元貞の子である井原就正は広似の養子と思われる）
- 宍戸広周（広満）（宍戸氏、安芸熊谷氏の出身で熊谷就直の義兄にあたる）
- 宍道広慶（廣慶）（益田就高の子、宍道氏を継ぐ）
- 椙杜広周（椙杜氏、椙杜元縁の孫）
- 福原広門（広茂）（宇部領主福原家）
- 益田広尭（須佐領主益田家、宍道広慶の実兄）
- 益田広高（問田益田家）

※死後
- 毛利重広（重就の養子。宗広の遺言により娘婿となり、重就の嫡子となるも早世）